# Daniel Zamudio
Daniel Mauricio Zamudio Lado (Santiago, 3 de agosto de 1987-Santiago, 27 de março de 2012) foi um jovem chileno que foi convertido em símbolo da luta contra a violência homofóbica em seu país após ser atacado e torturado por um grupo de jovens que o golpearam durante várias horas no Parque San Borja em Santiago, causando feridas que semanas mais tarde acabaram com sua vida.
O ataque contra Zamudio, perpetrado em 2 de março de 2012 por quatro indivíduos supostamente vinculados a um grupo neonazista, gerou comoção na sociedade chilena e abriu o debate sobre a homofobia no país, pondo nos holofotes a ausência de uma lei antidiscriminação para este tipo de crimes e outros, que finalmente foi promulgada depois de anos de tramitação parlamentar. Em 2012, os pais e amigos do jovem assassinado criaram a Fundação Daniel Zamudio, cujo objetivo é combater a homofobia de todas as formas.

## Biografia
Daniel Zamudio foi o segundo de quatro filhos do casal Iván Zamudio Contreras e Jacquelinne Lado Muñoz, nascido em San Bernardo, ao sul de Santiago. De acordo com sua família, ele percebeu sua homossexualidade quando tinha entre 13 e 14 anos de idade, mas a admitiu apenas aos 17 anos.
Depois da separação de seus pais, Daniel viveu junto a sua mãe e avó. Aos 17 anos, caiu em uma forte depressão desencadeada pelo suicídio de sua melhor amiga, o que lhe fez abandonar seus estudos no ensino médio. A relação com seu pai era boa, mas com atritos, pois Daniel achava que seu pai não aceitava sua orientação sexual, e porque Iván atribuiu os problemas à irresponsabilidade de seu filho.
Aos 24 anos, Daniel trabalhava numa loja de roupa chinesa para juntar dinheiro para financiar seus estudos de modelo ou teatro, depois de retomar o ensino médio. Segundo seu irmão, sua intenção era fazer carreira na área das comunicações e ser reconhecido, além de formar uma família e ser pai.

## Ataque e falecimento

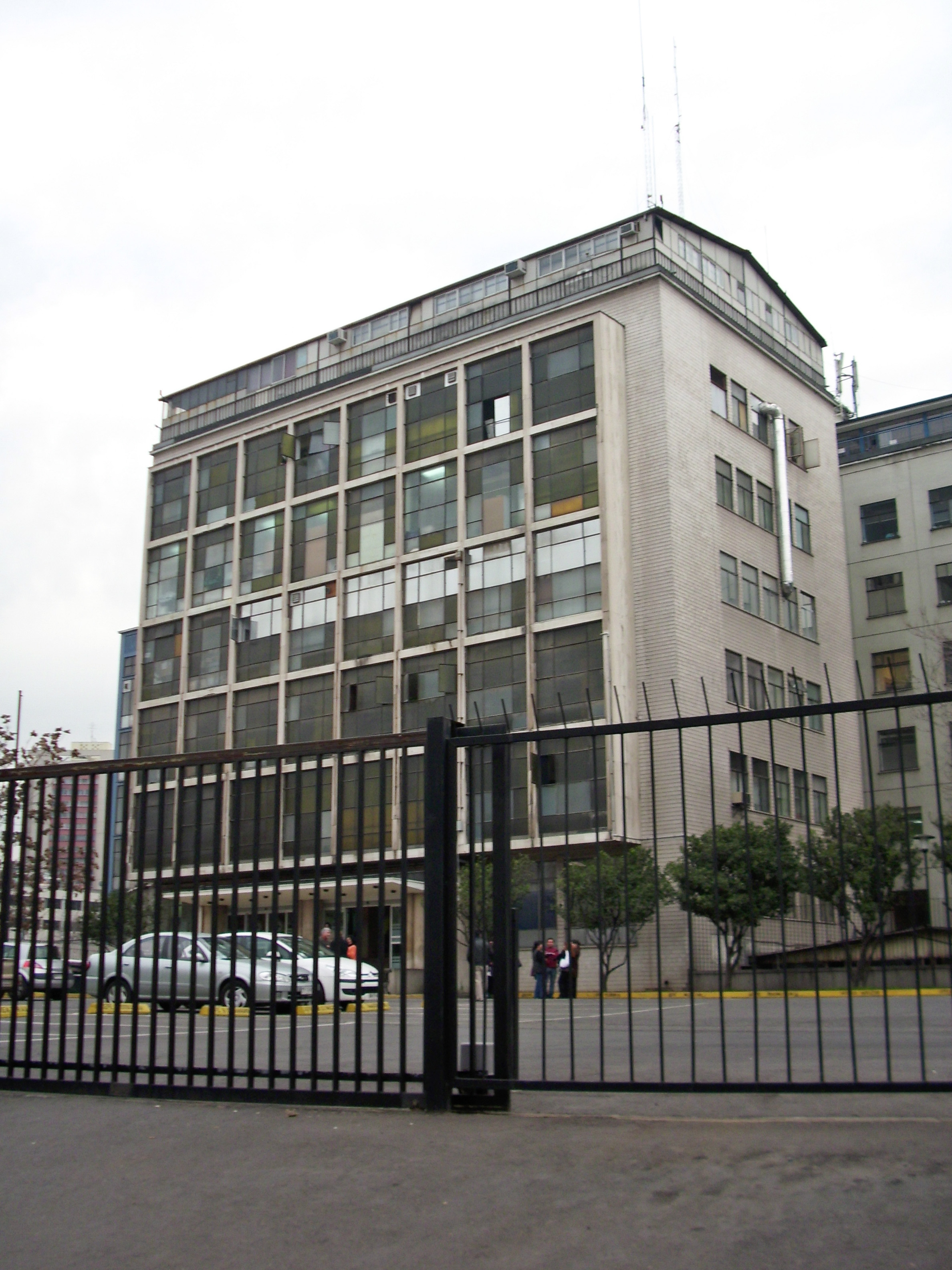
Posta Central, hospital em que Daniel Zamudio foi tratado até ao seu falecimento.

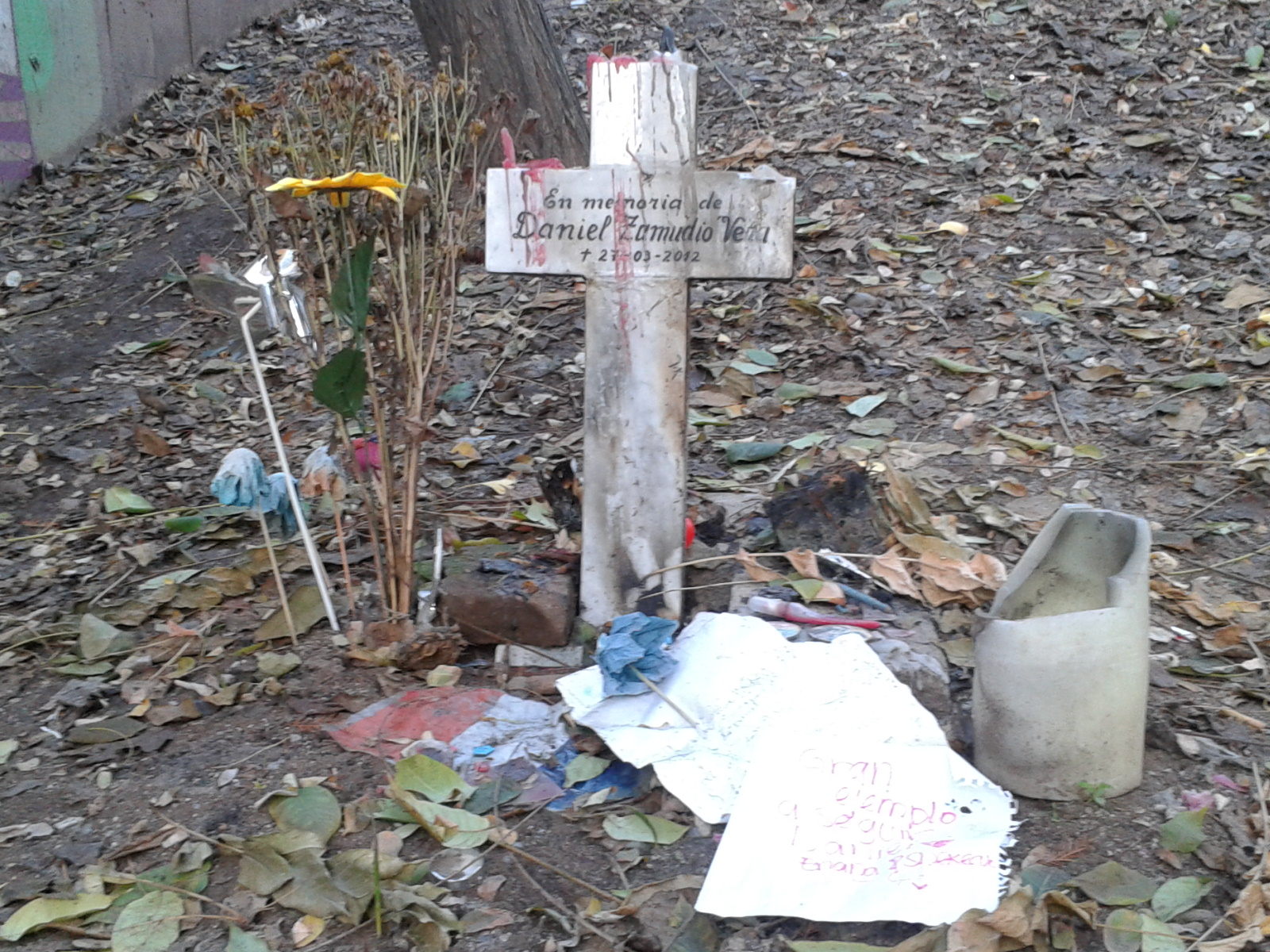
Animita original instalada no Parque San Borja, no lugar onde Daniel Zamudio foi encontrado.

Daniel ia regularmente a discotecas orientadas ao público LGBT, e mais de uma vez disse ter sido assediado na saída dos recintos. Em uma ocasião, e depois de sair da discoteca Blondie, foi ameaçado por um neonazista que teria dito: «Eu sei onde você trabalha  [sic] e onde te pegar, vou te matar».
No dia 2 de março, sexta-feira, Daniel foi ao seu trabalho às 7:30, como de costume, e de tarde avisou a sua família que chegaria mais tarde que o normal, pois se encontraria com uma amiga. Isto nunca ocorreu. No domingo, sua família registrou boletim de ocorrência na a Polícia de Investigações do Chile por seu desaparecimento, e o órgão descobriu que ele foi internado no dia anterior no hospital Posta Central, sem identificação. Daniel foi encontrado para perto das 4:00, inconsciente e sem documentos, por um guarda municipal no Parque San Borja, localizado junto à Alameda, principal avenida de Santiago de Chile.
Zamudio foi internado na Posta Central durante a madrugada do sábado e, por causa de suas feridas, foi posto em coma induzido pela equipa médica. Tinha graves feridas em seu corpo e crânio: parte de sua orelha cortada, pernas quebradas, uma série de cortes à altura do estômago em forma de suástica e diversas queimaduras feitas com cigarros.
Devido à natureza das feridas, suspeitou-se desde um começo da possibilidade de um crime homofóbico executado por um grupo neonazista, ainda que as causas do ataque fossem determinadas após a investigação.
Daniel esteve internado na Posta Central por vários dias, começando uma lenta recuperação, que levou ao sair do coma induzido. Ele chegou a ter alguns derrames menores. No entanto, sua condição piorou, o que obrigou a regressar ao coma no dia 19, depois de sofrer uma parada cardiorrespiratoria. A equipe médica determinou que estava em risco de morte e dano neurológico severo.  20 dias depois, laudos contraditórios anunciavam a morte cerebral do jovem. Daniel Zamudio morreu na terça-feira, 27 de março de 2012, às 19:45 horas.

## Impacto

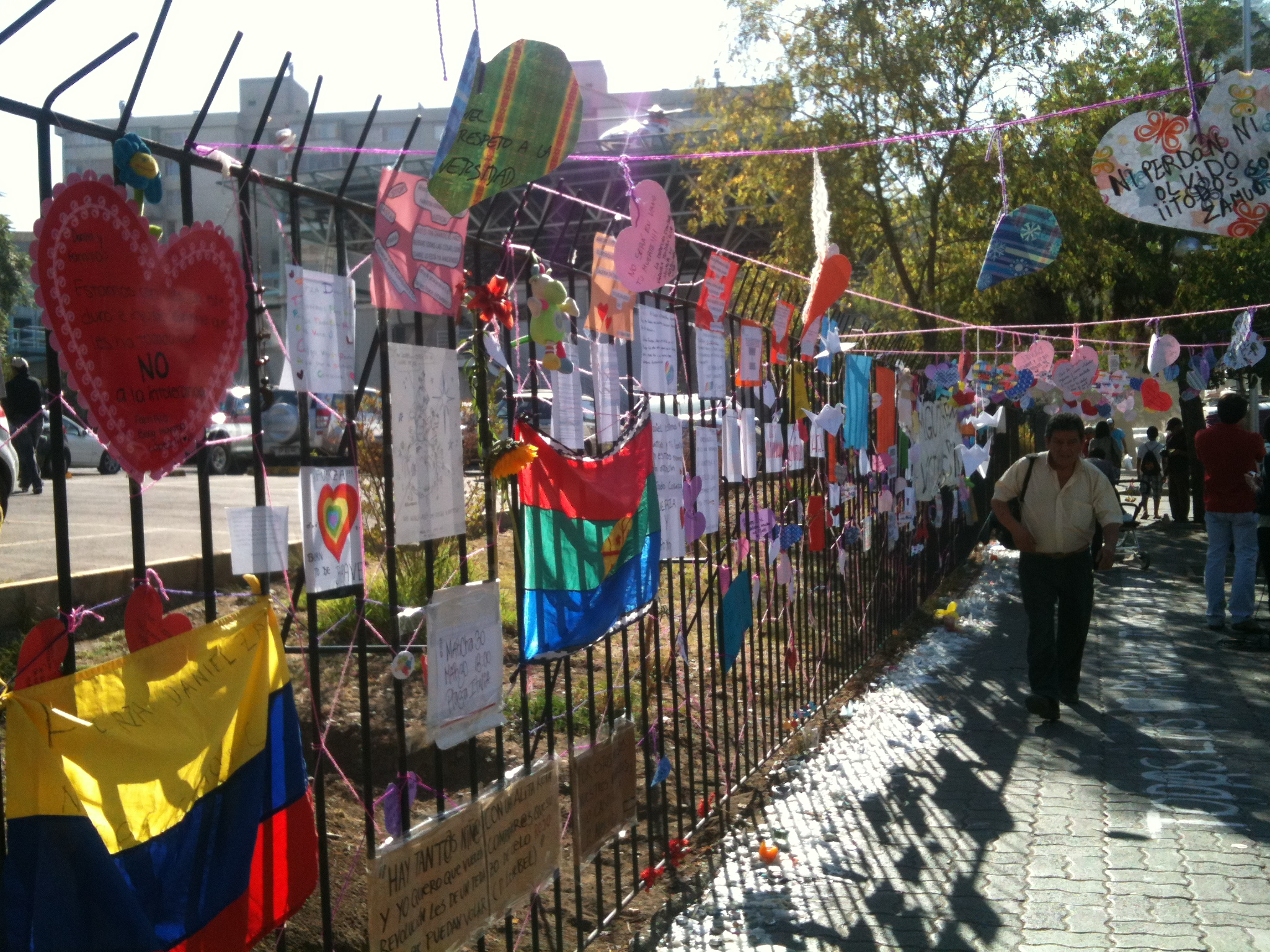
Centenas de mensagens foram postas na grade da Posta Central em apoio à família de Daniel Zamudio.

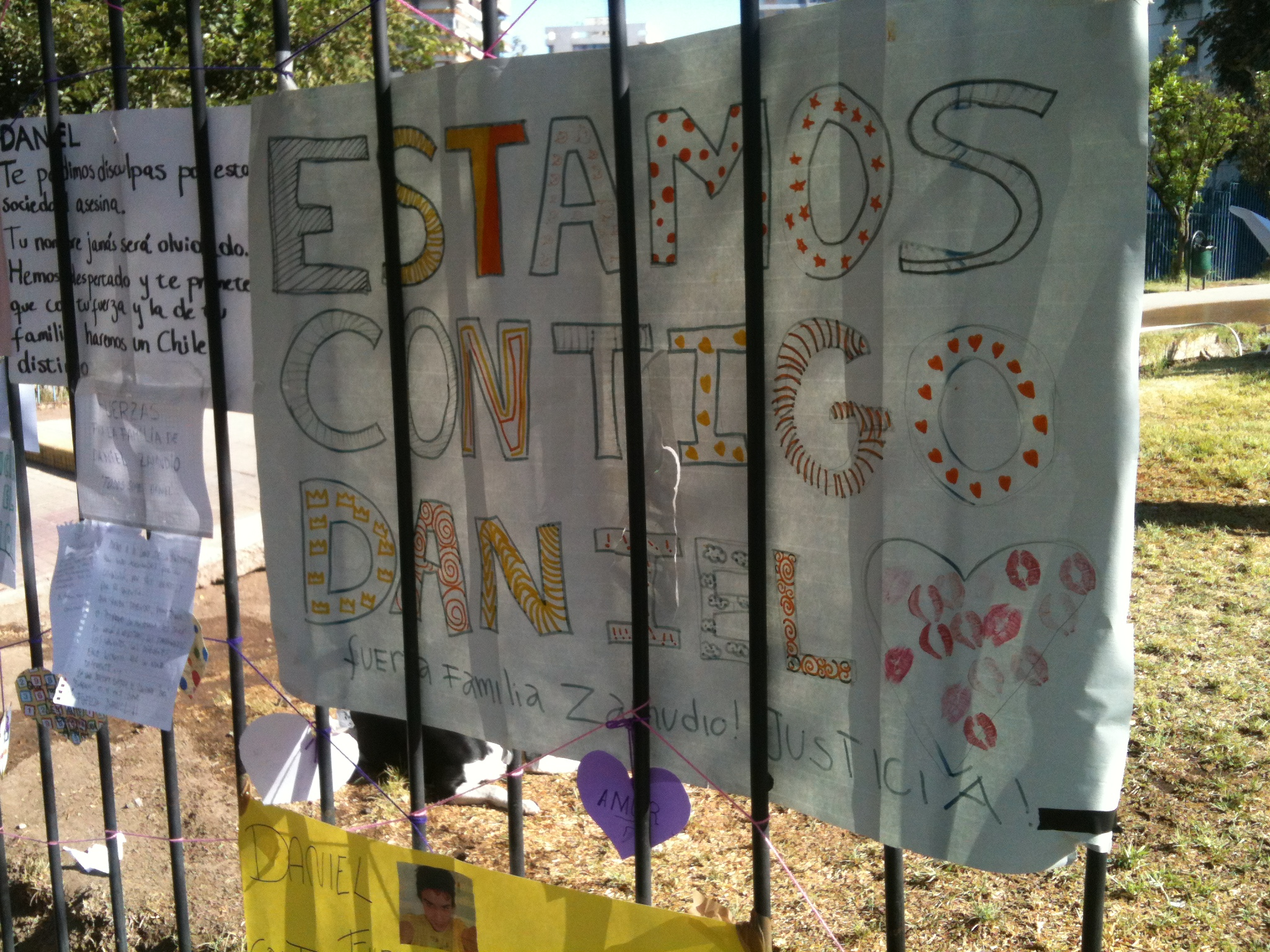
«Estamos contigo Daniel», uma mensagem colocada fora da Posta Central.

A notícia do ataque a Zamudio foi difundida por diversos grupos de defesa dos direitos de minorias sexuais, em particular pelo Movimento de Integração e Libertação Homossexual (Movilh), que anunciaram ações legais contra quem fossem os responsáveis, além de solicitar formalmente uma reunião com o Ministério do Interior. De acordo com o Movilh, entre 2002 e início de 2012, 66 denúncias de agressões físicas perpetradas por civis foram registadas, afetando cerca de 250 pessoas.
Graças ao uso de redes sociais, a notícia teve grande difusão e gerou um repúdio em massa na sociedade chilena, servindo como manifesto sobre a realidade da discriminação contra as minorias sexuais no Chile.
Diversas manifestações de apoio a Daniel Zamudio e sua família foram realizadas fora da Posta Central, incluindo vigílias com velas («velatones»). No dia 30 de março, milhares de pessoas acompanharam a família de Daniel Zamudio durante seu funeral. O cortejo fúnebre percorreu diversas comunas e diversos manifestantes exigiram justiça pela morte de Daniel, antes de chegar ao Cemitério Geral de Santiago, onde foi enterrado.
Um ano após o acontecido, na noite do 2 de março de 2013, realizou-se em Santiago uma marcha em comemoração do assassinato de Daniel, onde participaram 300 pessoas.

### Declarações
Diversos políticos rechaçaram a situação, incluindo o ministro do Interior Rodrigo Hinzpeter, que recebeu o Movilh e dias depois organizou um encontro entre o presidente Sebastián Piñera e a família Zamudio no Palácio da Moeda. Depois do encontro, o Governo de Santiago anunciou que fazia parte do processo pelo ataque a Daniel Zamudio.

Depois da morte de Daniel Zamudio ser confirmada, o presidente Piñera se solidarizou com a família através de sua conta do Twitter enquanto percorria Ásia como parte de uma viagem oficial. 
| “ | A brutal e covarde agressão e morte de Daniel Zamudio ferem não apenas sua família, mas também todas as pessoas de boa vontade. Quero expressar aos pais, família e amigos de Daniel Zamudio o meu mais profundo sentimento de carinho e solideriedade. Sua morte não ficará impune, e reforça o total compromisso do governo contra toda discriminação arbitrária e com um país mais tolerante. | ” |
|   | — Sebastián Piñera (@sebastianpinera), 27 de março de 2012.. |   |

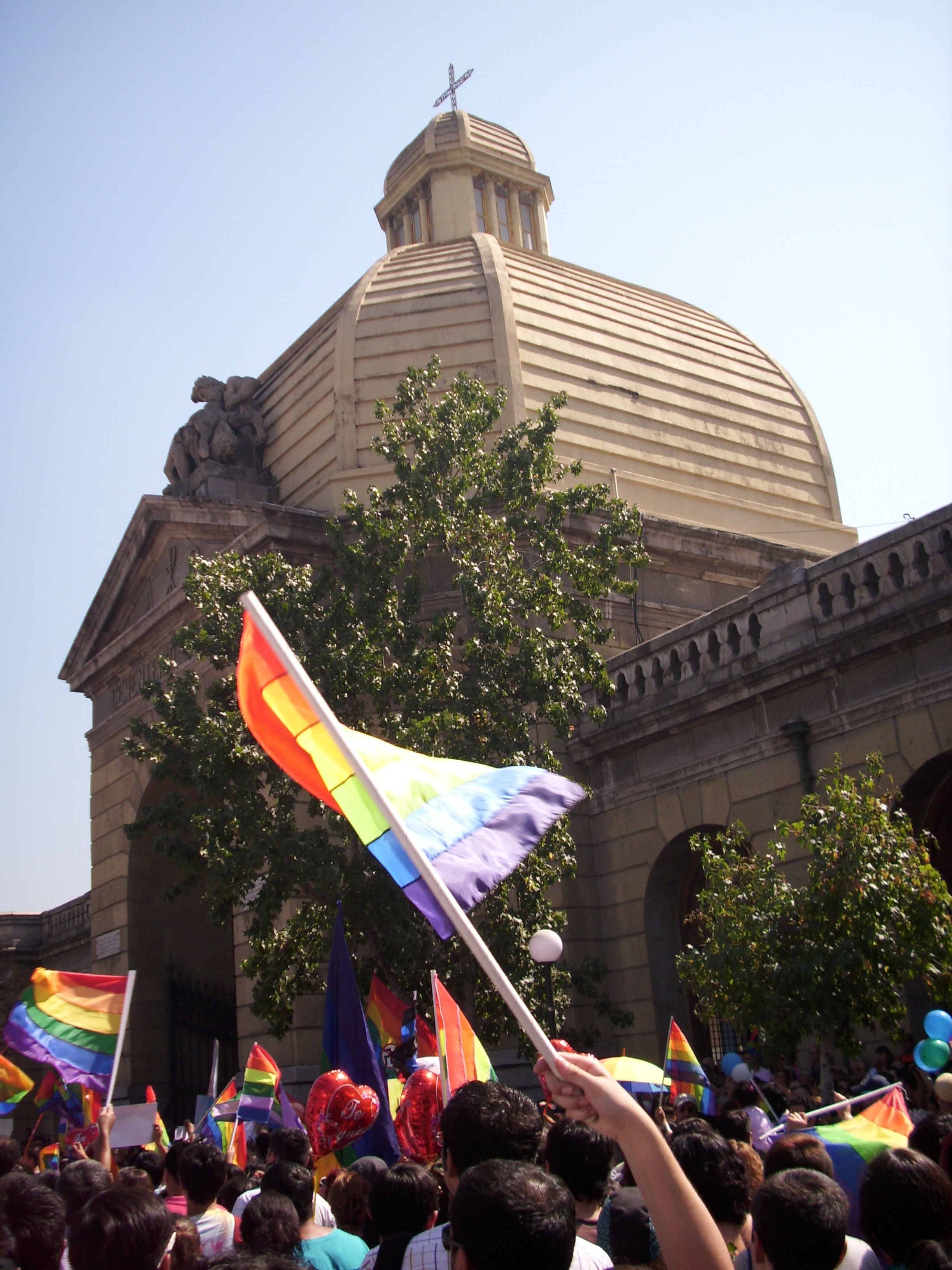
Bandeiras arco íris flamulando durante o funeral de Daniel Zamudio.

Rolando Jiménez, o presidente da Movilh, se pronunciou sobre a situação desde a internação no Posta Central até momentos após a confirmação do falecimento, citando Zamudio como «um mártir cidadão das minorias sexuais». Vários artistas repudiaram o fato, como Boy George, Glória Trevi, Pablo Simonetti e Beto Cuevas, e um das falas que mais repercutiu foi a do cantor portoriquenho Ricky Martin, quem dedicou seu Prêmio GLAAD a Zamudio. A cantora russa Lena Katina —ex-integrante do dueto t.A.T.u.— também enviou uma mensagem via YouTube para solidarizar com a causa.
A Igreja católica do Chile manifestou sua rejeição a este tipo de ataques; no entanto, o Movilh criticou a atitude da instituição, uma das principais opositoras à lei antidiscriminação, pelo não acompanhamento à família de Daniel Zamudio quando assim o fizeram para o sacerdote Fernando Karadima, acusado de pederastia. O arcebispo de Santiago Ricardo Ezzati rechaçou as acusações e disse que o vicario da Esperança Jovem tinha acompanhado a família do jovem assassinado, ainda que em silêncio, pois «há de se acompanhar com uma atitude calada [pois] a exploração da dor humana é desumana». Com respeito à lei antidiscriminação, Ezzati reiterou sua posição, pois era necessário considerar o que estava «sob a não discriminação».

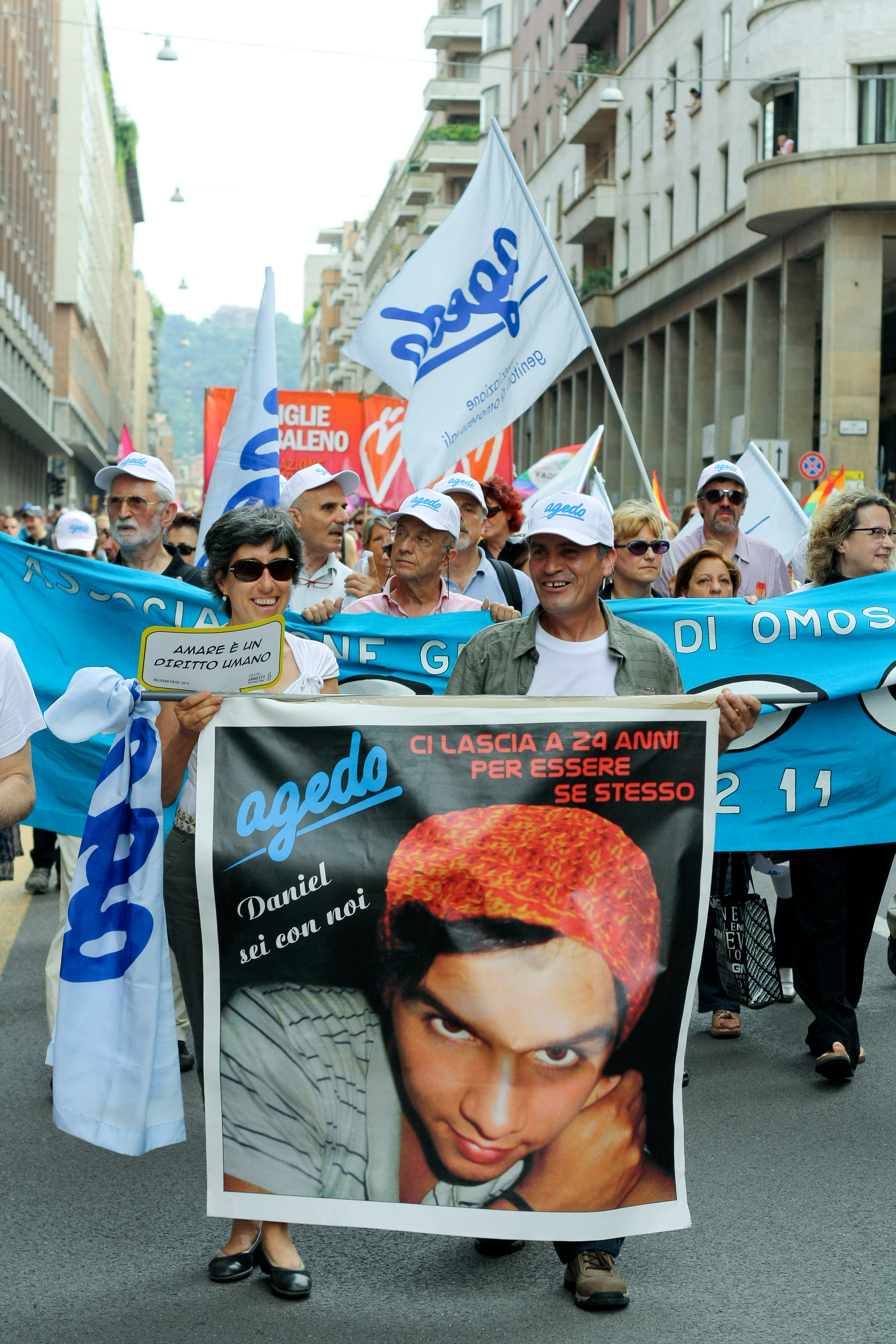
Uma fotografia de Daniel Zamudio numa marcha LGBT em Bolonha, Itália.

O caso foi comentado por organizações internacionais dedicados à proteção dos direitos humanos. Em 29 de março de 2012, a Comissão Interamericana de Direitos Humanos (CIDH) pronunciou-se condenando o fato através de um comunicado e instou ao Governo chileno pesquisar os fatos de maneira «imediata e séria». No dia seguinte, o Escritório do Alto Comisionado das Nações Unidas para os Direitos Humanos (ACNUDH) publicou uma nota chamando às autoridades chilenas a legislar na contramão da discriminação seguindo regulares internacionais, condenando os crimes de ódio. Ademais, comparou o caso Zamudio com outros casos de discriminação a nível mundial.
| “ | O assassinato de Daniel Zamudio é apenas o último lembrete da gravidade e prevalência da violência homofóbica, a qual o último relatório da ACNUDH indicou que acontece em todas as regiões. Dessa vez, foi em Santiago no Chile, mas pode acontecer nas ruas dos povos e cidades de todo o mundo. | ” |
|   | — Rupert Colville, voz da ACNUDH, 30 de março de 2012. |   |

As opiniões de rejeição, no entanto, não foram unânimes. O advogado Jorge Reis, representante do agrupamento Rede pela Vida e a Família e próximo ao partido de direita União Democrata Independente (UDI), afirmou que «se a sociedade conhecesse a vida de Daniel Zamudio opinaria diferente», pois o jovem estaria bêbado no momento do ataque e tinha sido expulso de sua casa, dizendo por fim que no Chile existia uma «visão romântica sobre a tolerância». Essas palavras foram consideradas «aberrantes» e «o pior da sociedade» pelo porta-voz do Movilh, Óscar Rementería, e motivaram que o governo dispensar os serviços de Jorge Reis no Serviço de Saúde Concepção.

### Reações políticas
Depois do encontro com a família Zamudio no palácio governamental, o ministro Hinzpeter anunciou que a tramitação do projeto de Lei antidiscriminação, que se discutia no Congresso Nacional desde 2005, seria considerada como urgente. O Movilh valorizou o anúncio, no entanto, manifestou que não se devia aprovar «qualquer lei», pois o projecto que estava em discussão apresentava diversos pontos controversos.

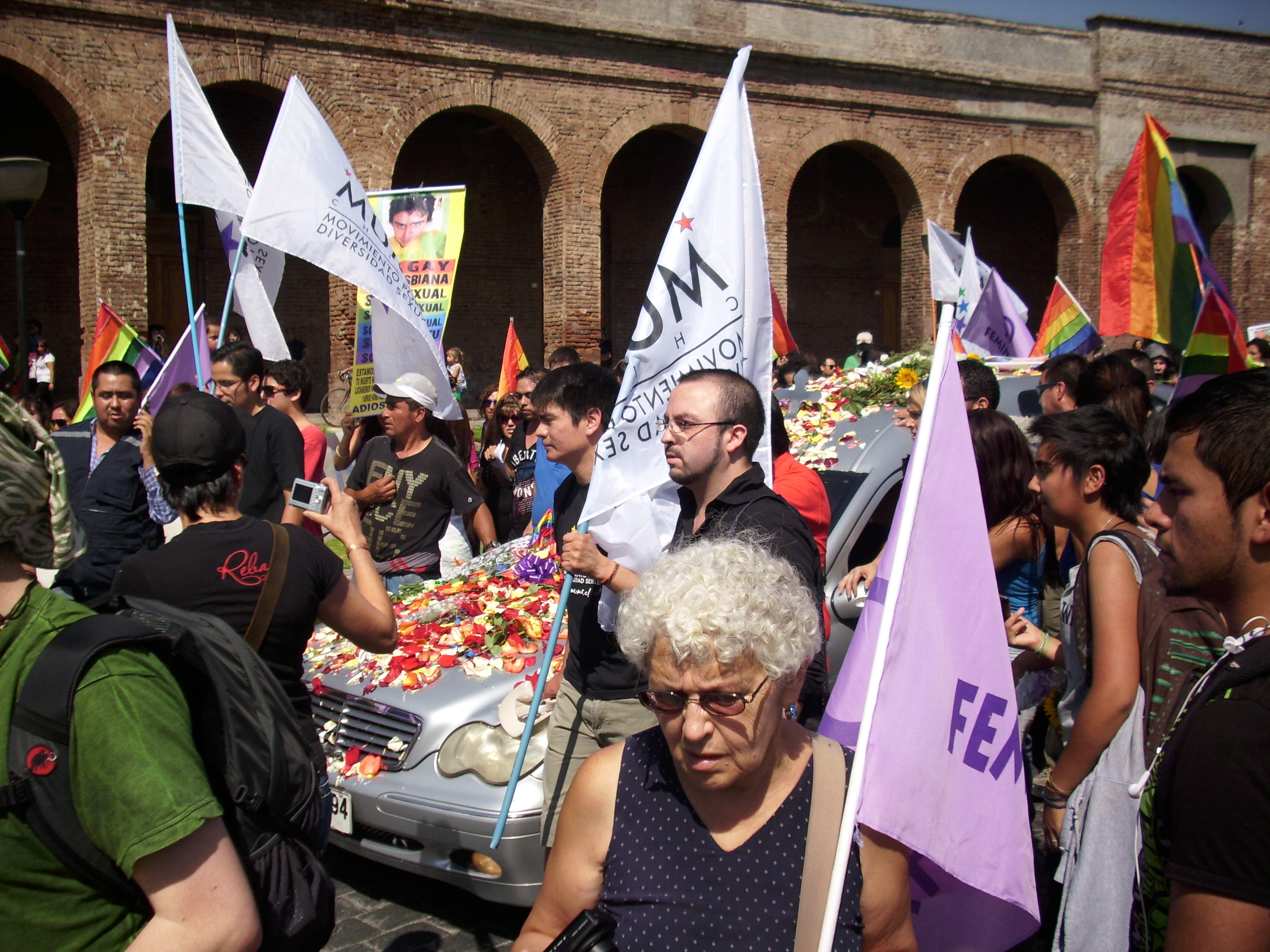
O cortejo fúnebre de Zamudio chegando ao Cemitério Geral de Santiago o 30 de março de 2012.

A discussão sobre a Lei antidiscriminação ficou travada por anos, especialmente pela rejeição de parte importante dos parlamentares da Coalizão pela Mudança. Em novembro de 2011, o artigo 2.º do projeto, que incluía referência a minorias sexuais, foi votada a favor por 23 senadores —incluindo 7 do PDC, 3 do RN e 1 da UDI— e na contramão por 13 senadores —6 da RN e 7 da UDI—. Através das redes sociais, a lista de ditos parlamentares que votaram na contramão começou a circular junto a um chamado a não votar neles nas eleições parlamentares de 2013. Ante ditas críticas, o senador Juan Antonio Coloma Correia (presidente da União Democrata Independente, o partido com mais parlamentares no Congresso na época) argumentou que a Lei antidiscriminação não havia evitado o crime, que considerou como inaceitável, e que se devia combater com ou sem lei, ainda que defendeu sua rejeição pois podia «tirar a natureza a certas instituições». Diversos senadores do Acordo foram chamados para repor os artigos sobre minorias sexuais excluídos durante a discussão da lei alguns meses dantes, acusando à UDI de estar «a incitar atos de violência» ao recorrer ao Tribunal Constitucional para anular o projeto de lei. Os senadores Guido Girardi (PPD), Juan Pablo Letelier (PS), Ricardo Lagos Weber (PPD) e Mariano Ruiz-Esquide (PDC) inclusive solicitaram chamar a lei antidiscriminação de Daniel Zamudio.
Depois do falecimiento de Daniel Zamudio, outras acções políticas surgiram. Entre elas se destaca o projeto de lei que cria o Dia Nacional da Diversidade, que foi apresentado por deputados democrata cristãos. Um vereador da comuna de Santiago também solicitou renomear o Parque San Borja, onde ocorreu o ataque, como «Parque Daniel Zamudio», e o converter num memorial da tolerância, e a não violência.

## Investigação criminal

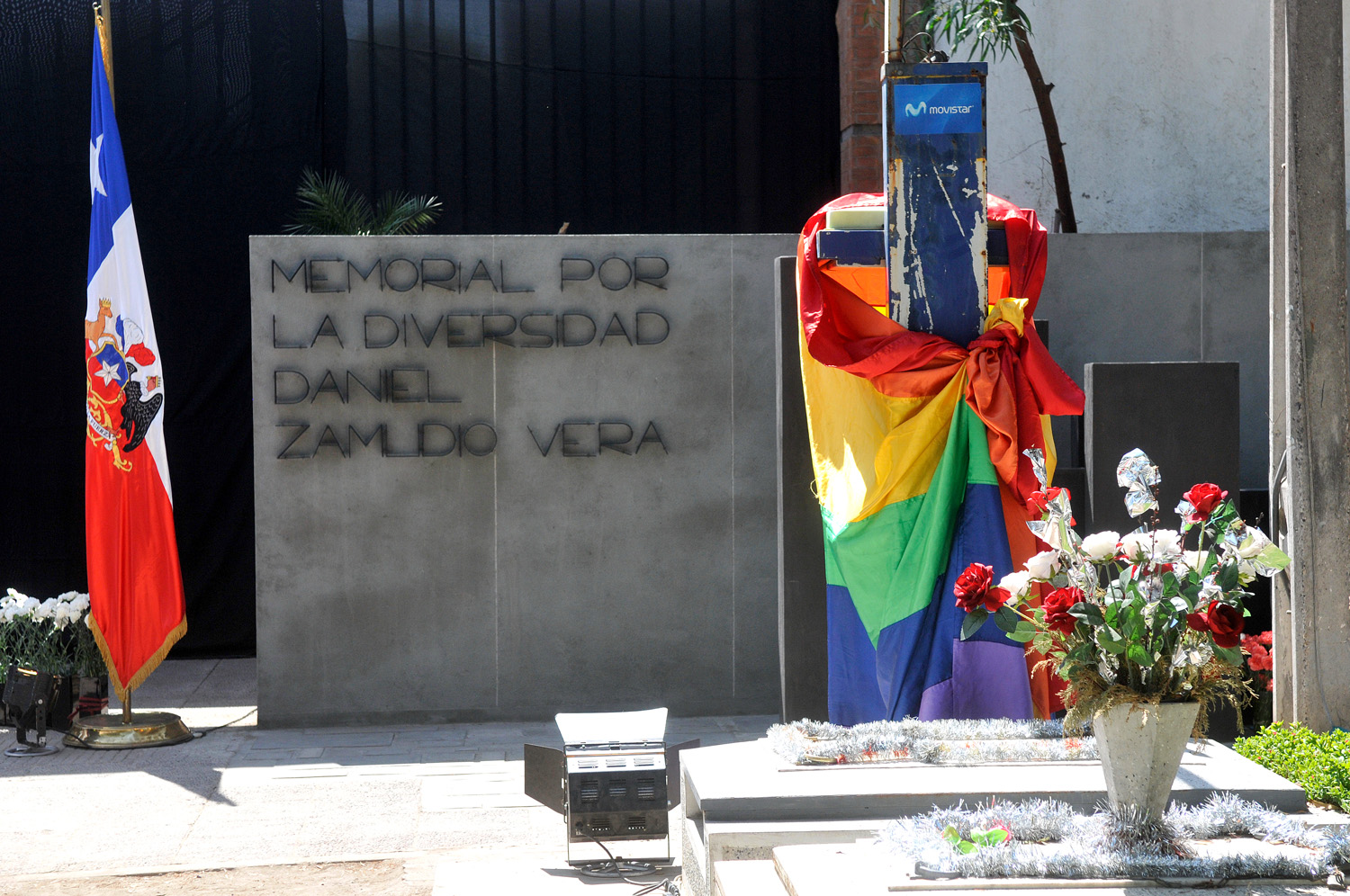
O Memorial pela Diversidade foi inaugurado em 2013 no Cemitério Geral de Santiago, onde Zamudio foi enterrado.

### Acusados
Devido às características do ataque, as primeiras versões apontavam a autoria a grupos neonazistas, quem teriam atacado a Daniel Zamudio por sua orientação sexual.
No dia 9 de março, depois de recolher diversas pistas e as versões de algumas testemunhas, o grupo O.S.9. dos Carabineiros do Chile identificou e deteve a quatro pessoas como os eventuais causantes dos golpes, quem inicialmente teriam confessado sua participação nos fatos. Os indicados foram:
- Alejandro Áxel Angulo Tapia (26), processado por roubos menores e ataques a peruanos, era um otaku imitador do Michael Jackson e tinha uma loja na galeria comercial Eurocentro no Paseo Ahumada.[47]
- Patricio Iván Ahumada Garay (25), conhecido como Pato Core, tinha saído de uma condenação de cárcere por roubo com intimidação. Tinha registros de ataques xenófobos contra peruanos.[47]
- Raúl Alfonso López Fontes (25), conhecido como o "Gacke II", neonazista e com registros de furto em supermercados e estações de serviço.[48][49] Tentou ser militar, mas foi recusado.[47]
- Fabián Alexis Mora Mora (19), é o único envolvido sem antecedentes. No entanto, no dia 4 de janeiro, Mora escreveu em seu perfil de Facebook ter «arrebentado o crânio e a clavícula» de um indigente em seu bairro.

Apesar do grupo não se declarar neonazista, tanto Ahumada como López sim apresentavam certas tendências similares e manifestavam admiração pela ideologia.

### Declarações
Raúl López declarou-se culpado depois de preso. Disse que ele e seu grupo encontraram a Daniel dormindo em um banco do parque às 9 da noite. Depois de ir comprar álcool, encontrou a Ahumada e Angulo e atacaram Zamudio.

Eles começaram a golpear com suas mãos na cabeça e no rosto dele. Não muito forte, quase que para despertá-lo. Depois, a maldade entrou neles e passaram a bater mais forte. O pegamos e levamos para o parque. Entramos pela lateral do portão principal, que está ao lado da Unimarc.  Foi aí que o Fabián Mora fez ele descer, depois tomamos uns "copetes", convidamos ele para tomar um pouco de rum e logo voltei às compras.— Declaração de Raúl López.
Ao regressar, Ahumada estava a golpear Zamudio com fúria pelo fato dele ser gay. Ahumada golpeava com «pancadas, golpes na cabeça, na cara, nos testículos, nas pernas, por todo o corpo», segundo relata López, enquanto Zamudio sangraba pelo nariz e o rosto. Depois disso, teriam utilizado o gragalo de uma garrafa avariada de pisco sour para  desenhar uma suástica no seu abdomen.

Angulo pegou uma pedra grande que estava ali e e jogou na sua barriga umas duas vezes, e depois a pegou e jogou na sua cabeça. Depois, Fabián Mora pegou a pedra e jogou umas dez vezes nas pernas da vítima [...] Fizeram como uma alavanca e ela se quebrou, soou como se fossem ossos de frango, e como o garoto estava muito mal, fugimos cada um para um lado.— Declaração de Raúl López
Depois de três horas de tortura, e depois de apagar seus cigarros no corpo do atacado, o grupo teria abandonado a Zamudio inconsciente para perto de as 2:30 da madrugada.
A versão foi negada por Ahumada e Angulo, que admitiram se encontrar com Zamudio no parque. No entanto, afirmam que o salvaram de um assalto enquanto ele dormia no parque. Depois de protegê-lo, teriam ido com Zamudio a comer umas sopaipillas e seguir bebendo. Ahumada assegura que foi embora perto das 22:00 e que, depois de escutar na imprensa do ataque que Daniel sofreu, tinha tentado se comunicar com Carabineiros para contar o que sabia, mas que antes disso tinha sido detido. Angulo, a princípio apoiou a versão de Ahumada, posteriormente reconheceu que este teria atacado a Zamudio, e que sua declaração inicial era produto de ameaças de Ahumada. Fabián Mora, finalmente, apoiou a versão de López a exceto que ele não reconhece ser quem jogou a pedra em Zamudio.

### Julgamento e condenação
O procurador Ernesto Vásquez, que dirigia a investigação, pediu pela formalização dos imputados pelo delito de homicídio frustrado, e, mesmo assim, solicitou sua prisão preventiva, medida que foi concedida pela 7ª Vara de Garantia de Santiago, depois de considerar que a liberdade dos imputados constituía um «perigo para a sociedade». Depois da morte do jovem, o delito foi modificado para homicídio qualificado em grau de consumado, o delito mais grave das leis jurídicas chilenas.
O julgamento aconteceu principalmente durante 2013 no Quarto Tribunal Oral no Penal de Santiago. No dia 17 de outubro, Patricio Ahumada, Alejandro Angulo, Raúl López e Fabían Mora foram julgados culpados de homicídio qualificado com o agravante pela "crueldade extrema" dos atacantes, que "aumentaram deliberadamente a dor" durante o espancamento de Daniel Zamudio. A promotoria da zona Centro Norte, chefiada por Ernesto Vásquez, solicitou a pena de prisão perpétua simples para Patricio Ahumada, enquanto pára Angulo e López pediu 15 anos de cárcere e para Mora, 8 anos.  O 28 de outubro, o Tribunal publicou as condenações, confirmando as penas solicitadas pela Promotoria, a exceção de Mora que acabou com 7 anos de prisão.

## Legado
- Sozinhos na noite: Zamudio e seus assassinos (2014), livro sobre a investigação jornalística de Rodrigo Fluxá sobre o caso.
- Zamudio: Perdidos na noite (2015), miniserie de quatro episódios da TVN baseada no livro anteriormente mencionado.
- Eu sou Daniel (2016), obra de teatro do dramaturgo Gonzalo Briones Tapia inspirada na última época de vida de Daniel Zamudio.
- Nunca vais estar sozinho (2016), filme dirigido por Álex Anwandter inspirada no Caso Zamudio. Inaugurou a edição de 2016 do LesGaiCineMad.[56]
- Jesús (2016), filme dirigido por Fernando Guzzoni e inspirada no Caso Zamudio.
- Efeito borboleta (2018), programa do Mega onde há dois episódios intitulados «Zamudio: Coisas que ninguém sabe de mim».[57]